# Kaliforniai nagymagvú tiszafa

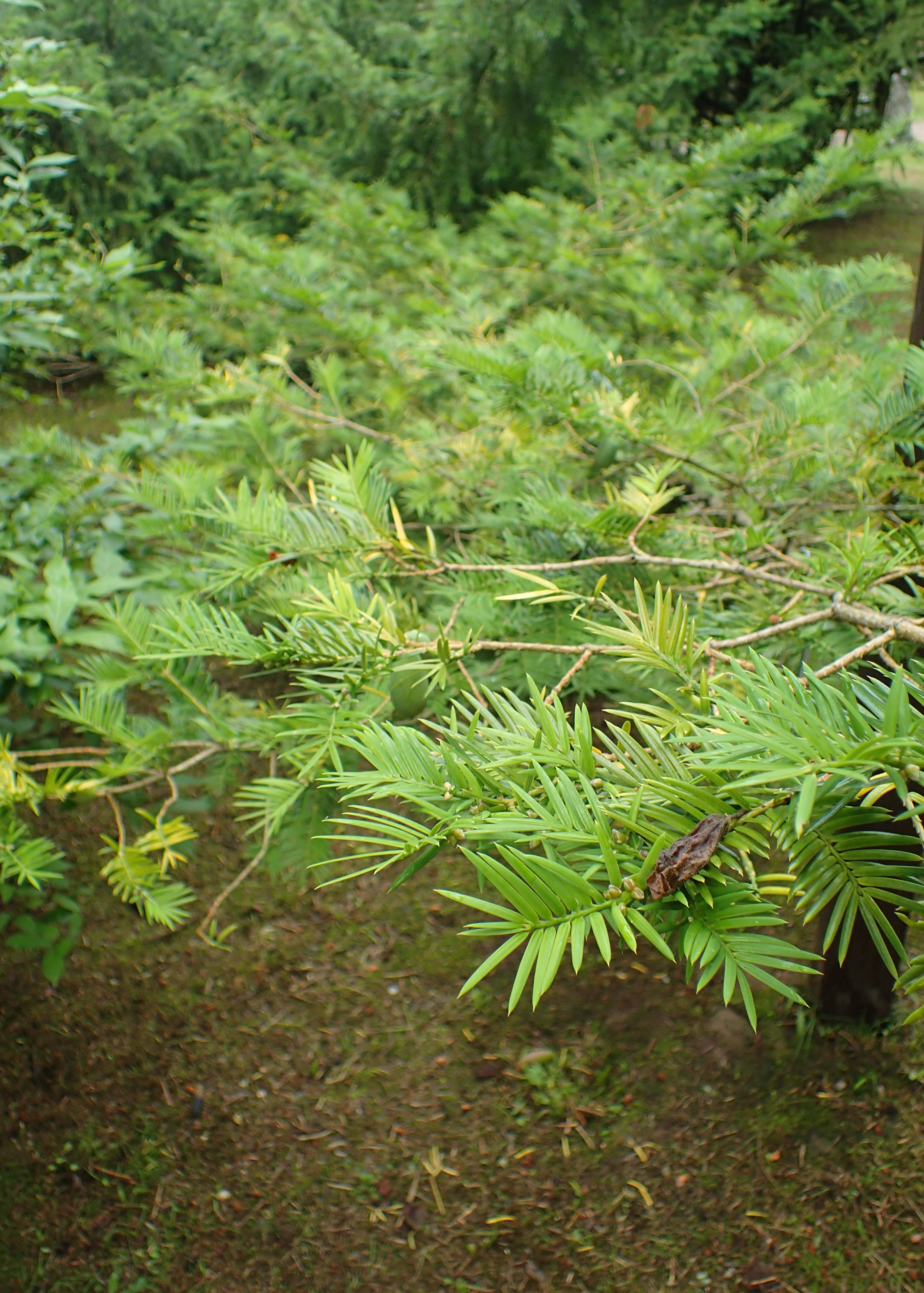
Az ÉNY-lengyelországi Glinna arborétumában

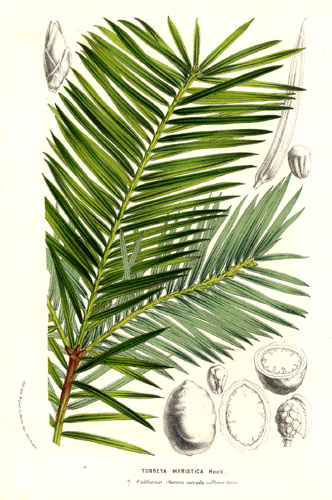
Levelei

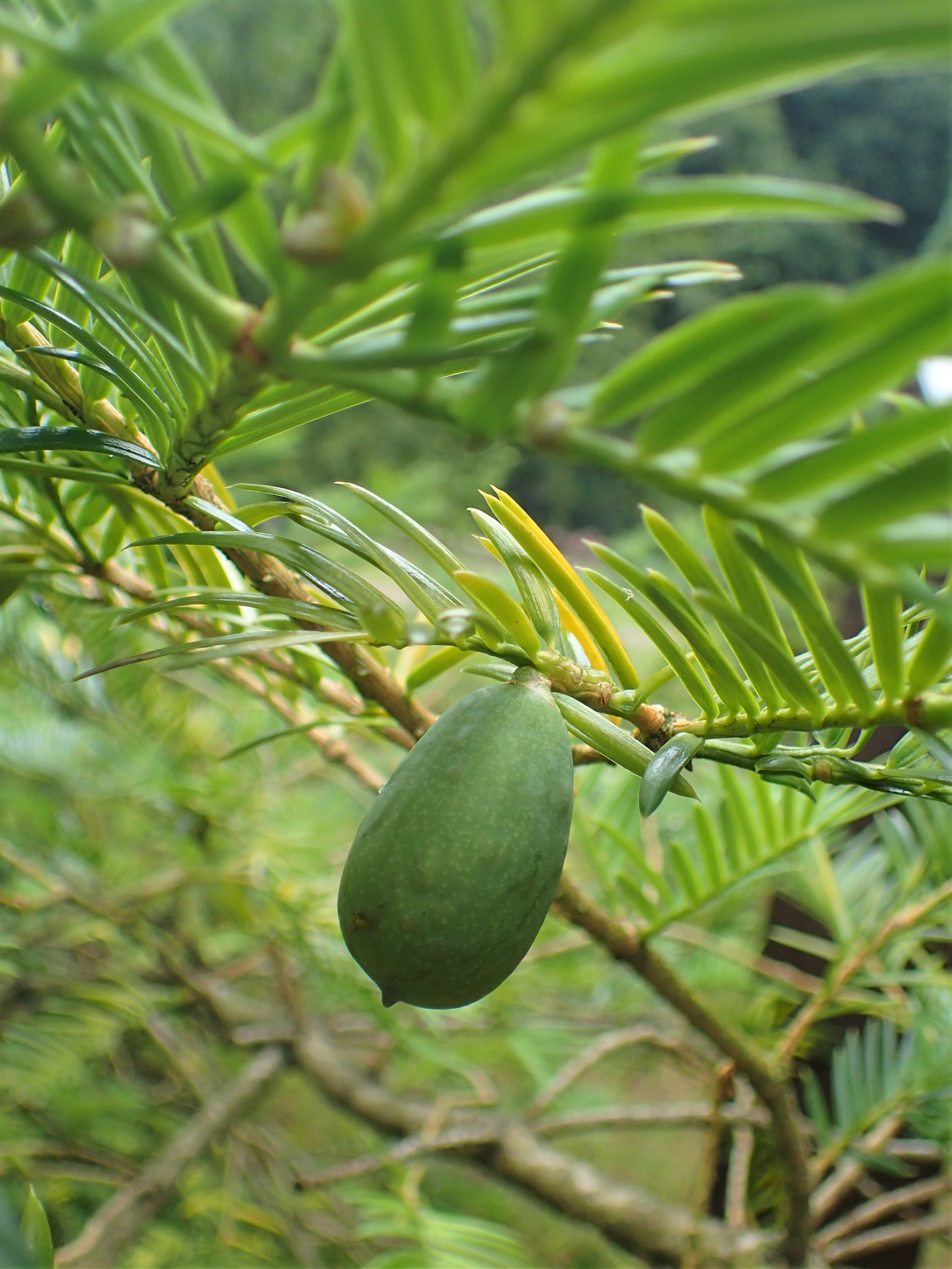
Éretlen termése

A kaliforniai nagymagvú tiszafa (Torreya californica) a fenyőalakúak közé tartozó tiszafafélék családjában a nagymagvú tiszafa (Torreya) nemzetség egyik faja. A természetben ritka, ezért csak 1851-ben fedezték fel.

## Származása, elterjedése
Amint ezt neve is mutatja, Kaliforniában honos, de a mérsékelt égövben sokfelé telepítik. Egy szép, idős példány áll a Folly arborétumban.

## Megjelenése, felépítése
Hazájában 15–30 m, a Kárpát-medencében termőhelytől függően 5–30 m magasra nő. Koronája széles és nyitott; nagyjából kúp alakú. Ágai örvökben nőnek. A kezdetben vízszintes ágak idővel lehajlanak. Vékony, rostos, bordázott kérge vörösesszürke, fakó.
3–8 cm hosszú, 3 mm széles fényeszöld–olajzöld, meglehetősen szúrós tűlevelei fésűsen, de japán rokonáénál szórtabban  nőnek. Fonákukon két keskeny sorban halványszürke, enyhén besüllyedő légzőnyílások (sztómák) nyílnak. A szétdörzsölt levelek erős zsályaillatot árasztanak.
Rügyei hegyesek. Szilvaszerű, tojásdad termése 3–4 cm hosszú. magja kissé a szerecsendióéra emlékeztet; burka (az arillusz) éretten gyantás és puha.

## Életmódja, termőhelye
Örökzöld, kétlaki. Eredeti termőhelyén patakok, folyók völgyeiben él erdőkben, ligetekben, illetve bozótokban. Ezért a meleg, párás környezetet kedveli, bár egyéb helyeken is megél. Főleg fiatalon fagyérzékeny, de a sérüléseket általában kinövi. Védett helyen, jó talajban megbízhatóan fejlődik: a jól begyökeresedett, 5 évesnél idősebb példány évi negyed–fél métert. A meszes talajt jól tűri. Közepesen vízigényes: aszályos időben öntözni kell. Magja két év alatt érik be.

## Felhasználása
Díszfának ültetik. Magyarországon kevéssé ismert.
Eredeti élőhelyén termését megeszik — nyersen, pörkölve vagy főzve, édességekben. Az íze kellemesen édes, gyantásan aromás. Étolaj is nyerhető belőle (Terebess)